# Uno para ganar
Uno para ganar fue un concurso de televisión producido por Big Bang Media para la cadena Cuatro. Fue estrenado el 4 de julio de 2011, a las 22:30 horas. Este formato es una adaptación del concurso original estadounidense Minute to Win It y es presentado por Jesús Vázquez en España.

## Historia
Uno para ganar, fue estrenado el 28 de septiembre de 2011 en Cuatro, con más de 1 millón de espectadores. Telecinco vio que el concurso Atrapa un millón de Antena 3, en ocasiones, lidera la noche de los viernes y la moda de poner concursos en prime time resucitó. Este formato tiene una audiencia media aproximada de 1,3 millones de espectadores en lo que lleva de curso desde su estreno en Cuatro.
El 5 de septiembre de 2011, la cadena Cuatro programó el concurso a las 21:30 horas, pero tras su mala acogida en esta franja horaria, la cadena volvió a reubicar tres semanas después el formato en horario central.
Tras varios meses de emisión en la noche de los lunes, Uno para ganar decidió cerrar su primera temporada el 23 de enero de 2012, con 28 programas emitidos desde su estreno. Así, el concurso de Big Bang Media fue sustituido desde el 30 de enero por ¿Quién quiere casarse con mi hijo?, el nuevo docu-reality presentado por Luján Argüelles donde cinco participantes buscarán a su chica ideal siguiendo la línea de encontrar pareja como en Granjero busca esposa. El espacio inició su segunda temporada en la noche del domingo 6 de mayo de 2012 en la misma cadena.

## Premios
En este concurso te puedes llevar hasta 500.000€, superando 10 desafíos. Aunque parezca mentira, a día de hoy (5 de enero de 2012), el premio más alto que ha sido entregado ha sido de 100.000€, el 25 de julio de 2011, un concursante llamado César, de Zaragoza, a una pareja de desconocidos llamados Diana y Gonzalo, al ganador del programa campeón de campeones, Javier Rufo y a una pareja de gemelos llamados José Carlos y Antonio Jesús Noblejas. Aquí a la izquierda podemos contemplar la escalera de premios de Uno para ganar, con premios de 1.000€ hasta los 500.000€, pasando por 2.000€, 3.000€, 5.000€, 10.000€, 15.000€, 40.000€, 100.000€ y 250.000€.

## Audiencias
| Temporada | Temporada | Programa(s) | Estreno de temporada | Final de temporada  | Audiencia media | Audiencia media | Audiencia media |
| Temporada | Temporada | Programa(s) | Estreno de temporada | Final de temporada  | Espectadores    | Cuota           |                 |
| --------- | --------- | ----------- | -------------------- | ------------------- | --------------- | --------------- | --------------- |
|           | 1         | 28          | 4 de julio de 2011   | 23 de enero de 2012 | 1 241 000       | 7,4%            |                 |
|           | 2         | 14          | 6 de mayo de 2012    | 22 de julio de 2012 | 505 000         | 3,7%            |                 |
| Total     | Total     | 42          | 2011                 | 2012                | 873 000         | 5,5%            |                 |